# Didemnum chilense
Didemnum chilense är en sjöpungsart som beskrevs av Ärrnbäck 1929. Didemnum chilense ingår i släktet Didemnum och familjen Didemnidae. Inga underarter finns listade i Catalogue of Life.